# Wouter Van Besien
Wouter Van Besien (Bonheiden, 1 november 1971) is een voormalig Belgisch politicus (en voormalig voorzitter) van de partij Groen en bankier.

## Levensloop
Van Besien studeerde in 1993 af als licentiaat in de sociologie aan de Katholieke Universiteit Leuven en behaalde in 1994 aan de Universiteit van Hull de graad van master of arts in developing area studies. Hij was als jonge man actief binnen de Vlaamse jeugdbeweging Chiro en de Vlaamse Jeugdraad en was van 1998 tot 2001 nationaal secretaris van Chirojeugd Vlaanderen.
In 2001 ging hij aan de slag als medewerker van Agalev in Antwerpen. Hij was van 2006 tot 2010 districtsschepen en van 2010 tot 2012 districtsvoorzitter van Borgerhout. Als dusdanig was hij bevoegd voor ruimtelijke inrichting, mobiliteit, milieu, communicatie, informatie en stedelijk wijkoverleg. Begin 2013 werd hij gemeenteraadslid van Antwerpen.
In een interview met Stampmedia op 16 april 2011 sprak hij zich waarderend uit ten overstaan van de multiculturele samenleving en toonde hij zijn appreciatie ten overstaan van deze gemeenschap haar inbreng in het sociale leven. Van Besien werd bekend binnen de partij als projectleider van het Horizondebat, het inhoudelijk vernieuwingsproject van de partij.
In mei 2008 werd hij verkozen als allereerste ondervoorzitter van Groen!, de ideologische opvolger van Agalev. In deze functie schoof hij de verzoening van economie en ecologie enerzijds en de diversiteit in de steden anderzijds als grootste uitdagingen naar voor. Een jaar later volgde hij Mieke Vogels op als partijvoorzitter van de ecologische partij. Op 9 oktober 2010 werd hij op een statutair congres van Groen! voor vier jaar als voorzitter herverkozen samen met zijn vicevoorzitter Björn Rzoska. Zij waren de enige kandidaten en behaalden een monsterscore van 94 procent. Hij staat bekend als een tegenstander van het ongenuanceerd neoliberale denken en streeft een goede verstandhouding met de vakbonden en de andere sociale partners na.
Na een belangrijke rol te hebben gespeeld tijdens de regeringsonderhandelingen van 2010-'11 over Brussel-Halle-Vilvoorde en de overheveling van bevoegdheden van het federale naar het gewestelijk en gemeenschapsniveau, werd de partij en bijgevolg ook Van Besien als onderhandelaar onder druk van Alexander De Croo (Open Vld) aan de kant geschoven nog voor de onderhandelingen over het sociaal-economisch luik van het regeerprogramma van de regering Di Rupo I van start gingen.
Naar aanloop van de verkiezingen van 2014 bracht hij een boek uit, Beter getiteld. Hij was lijsttrekker voor het Vlaams Parlement in de kieskring Antwerpen en werd verkozen. Tevens werd hij aangesteld als deelstaatsenator in de Senaat.
In 2014 stelde hij zich geen kandidaat meer om de partij te leiden. Op 15 november van dat jaar liep zijn mandaat als partijvoorzitter af. Meyrem Almaci werd zijn opvolgster. In februari 2015 volgde hij Almaci op als fractieleider in de Antwerpse gemeenteraad. Hij nam daarop ontslag als senator. Bij de gemeenteraadsverkiezingen van oktober 2018 was Van Besien als lijsttrekker van de Antwerpse Groen-lijst kandidaat-burgemeester van de stad. Onder lijsttrekkerschap behaalde Groen elf zetels, zeven meer dan in 2012, maar de partij ging niet deel uitmaken van de Antwerpse bestuursmeerderheid.
In 2019 was hij voor de Vlaamse verkiezingen lijstduwer in de kieskring Antwerpen. Hij raakte niet herkozen, maar zijn broer Dieter Van Besien raakte wel verkozen op de Vlaams-Brabantse Kamerlijst.
Sinds 1 september 2020 is Van Besien aan de slag als coördinator duurzaam en ethisch bankieren voor vdk bank. Hij nam hierdoor ontslag als fractieleider in de Antwerpse gemeenteraad, maar bleef wel aan als gemeenteraadslid. Imade Annouri volgde hem op als fractieleider. In september 2023 verliet hij alsnog de gemeenteraad.
In mei 2021 werd Van Besien lid van de raad van bestuur van spoorwegmaatschappij NMBS.

## Trivia
In het kader van Music For Life 2011 toonde Wouter zijn zangkunsten met een cover van Thuis ben van Hans de Booij.
- International Standard Name Identifier: 0000 0004 3638 1175
- Library of Congress Control Number: n2015008595
- Nederlandse Thesaurus van Auteursnamen: 372481086
- Virtual International Authority File: 309892243
- WorldCat: E39PBJk96YhM3YbCY4QPR9Tfv3